# Steinsdorf (Plauen)

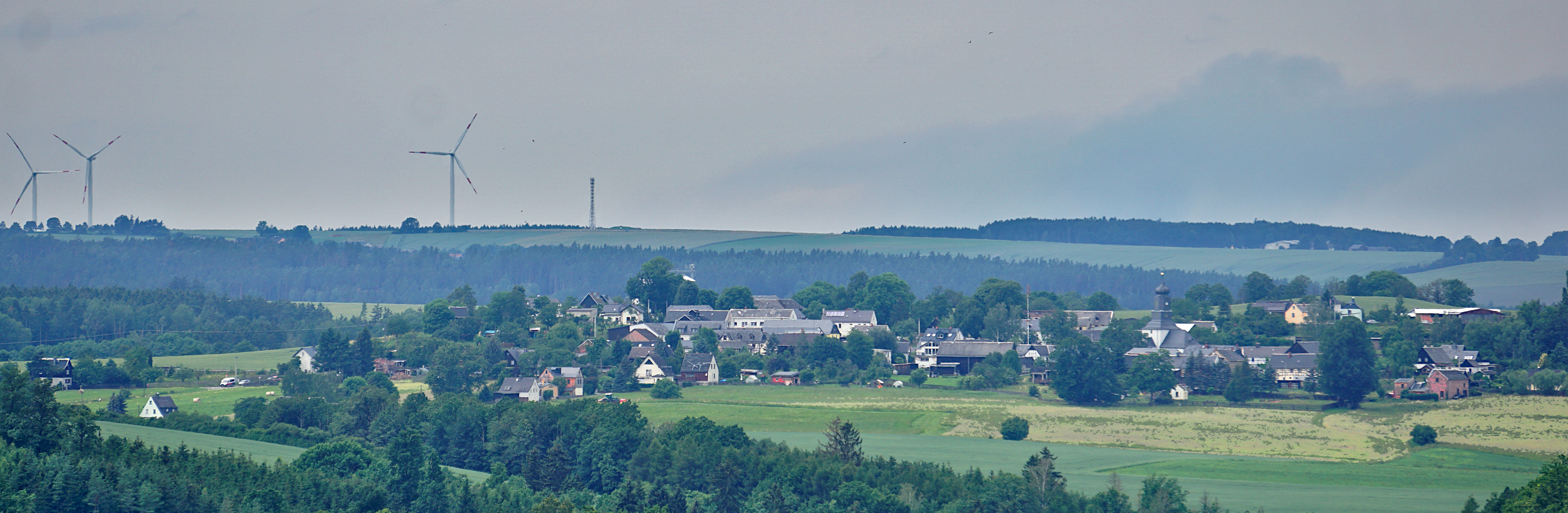
Steinsdorf vom Mosen-Turm aus gesehen

Steinsdorf ist ein Stadtteil von Plauen im Stadtgebiet Nord und wurde 1999 zusammen mit Jößnitz und Röttis eingemeindet.

## Geographie
Steinsdorf liegt im Norden Plauens und grenzt an einen weiteren Stadtteil Plauens, an zwei Ortsteile zweier Gemeinden des Vogtlandkreises und an zwei Stadtteile einer Stadt des thüringischen Landkreises Greiz. Unmittelbar westlich von Steinsdorf verläuft die B 92 von Plauen nach Greiz. Durch Steinsdorf verläuft der Elster-Radweg.
|                                   | Schönbach, Cossengrün (Stadtteile von Greiz) |                       |
| Syrau (Gemeinde Rosenbach/Vogtl.) | Kompassrose, die auf Nachbargemeinden zeigt  | Trieb (Gemeinde Pöhl) |
|                                   | Jößnitz                                      |                       |

Die Fläche der Ortschaft besteht zu 80,6 % aus Landwirtschaftlicher Nutzfläche und zu 11,6 % aus Wald. Die restliche Fläche sind Straßen, Wohn- und Industrieflächen.

## Geschichte
Steinsdorf wurde erstmals im Jahre 1418 in vier Schreibweisen als Stawstorff, Stanßdorff, Stensdorff und Steinstorff erwähnt und war lange Zeit kaum mehr als ein kleines Rittergut, das von ein paar Bauerngehöften umgeben war. Der Ort unterstand politisch zunächst den Vögten von Plauen und ab 1559 dem albertinischen Kurfürstentum Sachsen (Amt Plauen). Die Gemeinde gehörte später zur Amtshauptmannschaft Plauen und anschließend zum Landkreis Plauen, bis sie am 1. April 1993 nach Jößnitz eingemeindet wurde. Am 1. Januar 1999 wurde Jößnitz inklusive Steinsdorf und Röttis in die damals noch kreisfreie Stadt Plauen eingemeindet. Da Steinsdorf aber noch immer zu Jößnitz gerechnet wird, ist es auch ein Teil dieses staatlich anerkannten Erholungsortes.

### Entwicklung der Einwohnerzahl
| Jahr | Einwohnerzahl                                            |
| ---- | -------------------------------------------------------- |
| 1557 | 18 besessene Mann, 2 Häusler, 15 Inwohner                |
| 1764 | 17 besessene Mann, 3 Häusler, 5 5/6 Hufen je 30 Scheffel |

| Jahr | Einwohnerzahl |
| ---- | ------------- |
| 1990 | 164           |
| 1991 | 153           |
| 1992 | 150           |

| Jahr | Einwohnerzahl |
| ---- | ------------- |
| 2002 | 179           |
| 2011 | 175           |

## Politik

### Ortschaftsrat
Der Ortschaftsrat für Steinsdorf, Jößnitz und Röttis besteht seit der letzten Wahl am 26. Mai 2019 aus acht Mitgliedern mit Vertretern der CDU, der SG Jößnitz und der FDP.
Ehrenamtlicher Ortsvorsteher ist Michael Findeisen (CDU).
Die Ortschaftsratswahlen von 1999 bis 2019 hatten folgende Ergebnisse (zum Vergleich ist auch noch die letzte Wahl zum Gemeinderat 1994 mit aufgeführt):
| Parteien und Wählergemeinschaften | Parteien und Wählergemeinschaften           | 2019 | 2019  | 2014 | 2014  | 2009 | 2009  | 2004 | 2004  | 1999 | 1999  | 1994 | 1994  |
| Parteien und Wählergemeinschaften | Parteien und Wählergemeinschaften           | %    | Sitze | %    | Sitze | %    | Sitze | %    | Sitze | %    | Sitze | %    | Sitze |
| SG J e. V.                        | Sportgemeinschaft Jößnitz e. V.             | 42,1 | 4     | 27,1 | 3     | 19,5 | 2     | 21,0 | 2     | 13,1 | 1     | 10,2 | 1     |
| CDU                               | Christlich Demokratische Union Deutschlands | 40,8 | 3     | 42,1 | 3     | 18,2 | 2     | 17,1 | 2     | 24,5 | 3     | 12,8 | 1     |
| FDP                               | Freie Demokratische Partei                  | 17,1 | 1     | 17,1 | 1     | 26,3 | 3     | 21,4 | 2     | 19,1 | 2     | 44,8 | 5     |
| Linke                             | Die Linke                                   | --   | --    | 13,7 | 1     | 21,8 | 2     | 22,5 | 2     | 18,1 | 2     | 14,4 | 1     |
| FVSJ                              | Förderverein Schloß Jößnitz e. V.           | --   | --    | --   | --    | 8,5  | 0     | 11,1 | 1     | 15,0 | 1     | 9,7  | 1     |
| DSU                               | Deutsche Soziale Union                      | --   | --    | --   | --    | 5,7  | 0     | 6,9  | 0     | 10,1 | 1     | 8,1  | 1     |
| Gesamt                            | Gesamt                                      | 100  | 8     | 100  | 8     | 100  | 9     | 100  | 9     | 99,9 | 9     | 100  | 10    |
| Wahlbeteiligung in %              | Wahlbeteiligung in %                        | 69,1 | 69,1  | 54,8 | 54,8  | 48,7 | 48,7  | 46,4 | 46,4  | 54,2 | 54,2  | 75,3 | 75,3  |

1. ↑  1994 fand die letzte Wahl zum Gemeinderat der damals noch selbstständigen Gemeinde statt.
2. ↑  Bis 2004 als Partei des Demokratischen Sozialismus (PDS).
3. ↑  Die restlichen Stimmen zu 100 % entfielen auf einen Einzelbewerber.

## Öffentlicher Nahverkehr
Steinsdorf ist mehrmals täglich mit der Linie 40 des Verkehrsverbunds Vogtland mit dem Oberen Bahnhof Plauen verbunden. Am Albertplatz existiert Umsteigemöglichkeit zur Straßenbahn Plauen und zum Stadtbus.

## Kultur und Sehenswürdigkeiten

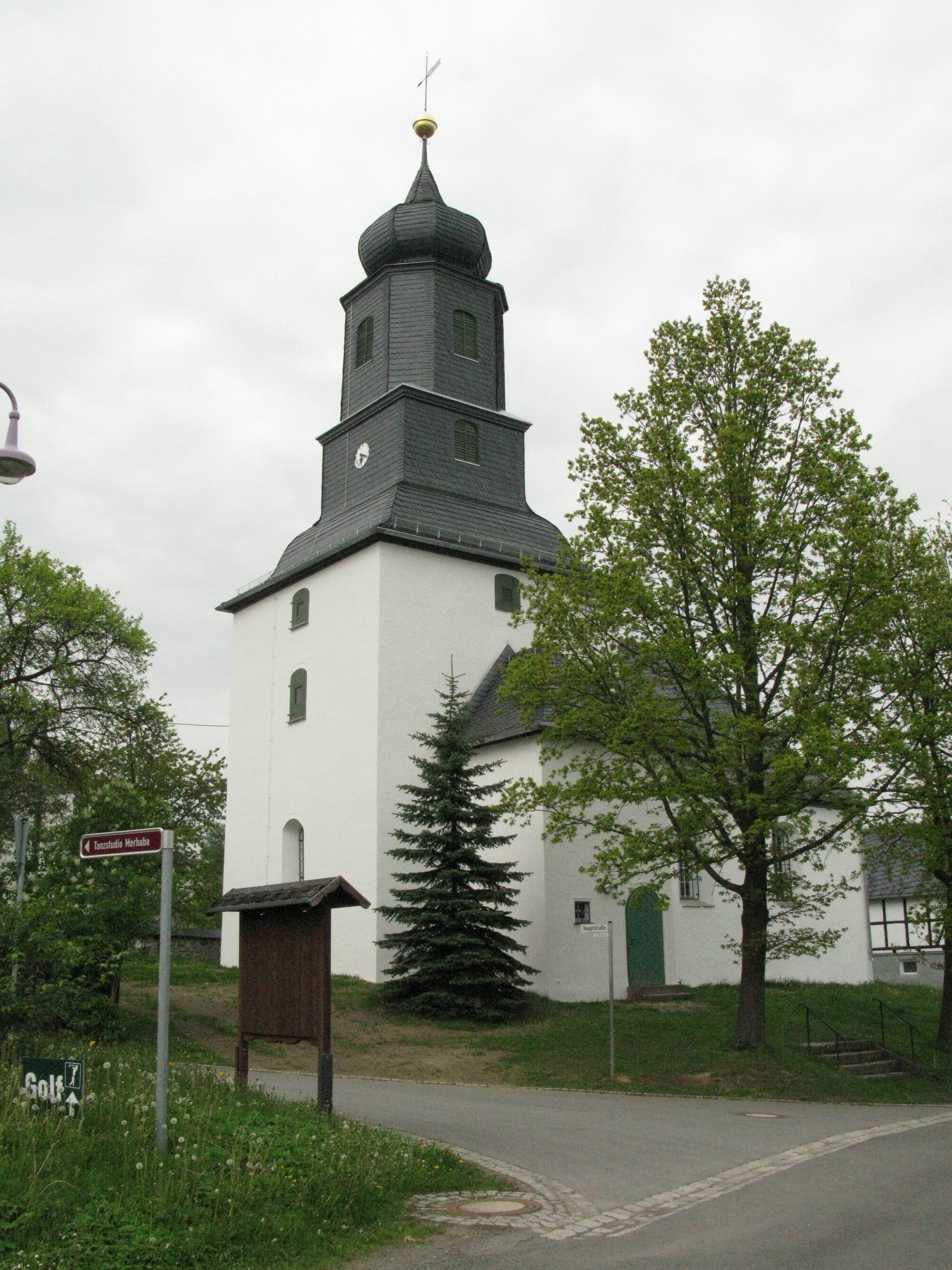
Die Kirche in Steinsdorf

Bedeutendstes Bauwerk des Ortes ist die evangelisch-lutherische Dorfkirche mit einem  Altar des sächsischen Bildschnitzers Peter Breuer aus dem Jahr 1497. Die alte Schule von Steinsdorf steht unter Denkmalschutz, dient allerdings seit 1999 nach kompletter Sanierung als Wohnhaus.

### Vereine
Über Steinsdorf hinaus bekannt ist vor allem der Golfclub Plauen. 2007 wurde der Kultur- und Sportverein Plauen-Steinsdorf gegründet. Ende 2007 wurde der Kultur- und Schmiedeverein zu Steinsdorf e. V. gegründet und hat derzeit 10 Mitglieder. Seine Hauptaufgabe sieht er in der Pflege des Brauchtums und des alten Schmiedehandwerks. Im Jahr 2009 gründete sich der Heimatverein Alberthöhe.